# 새한 BL

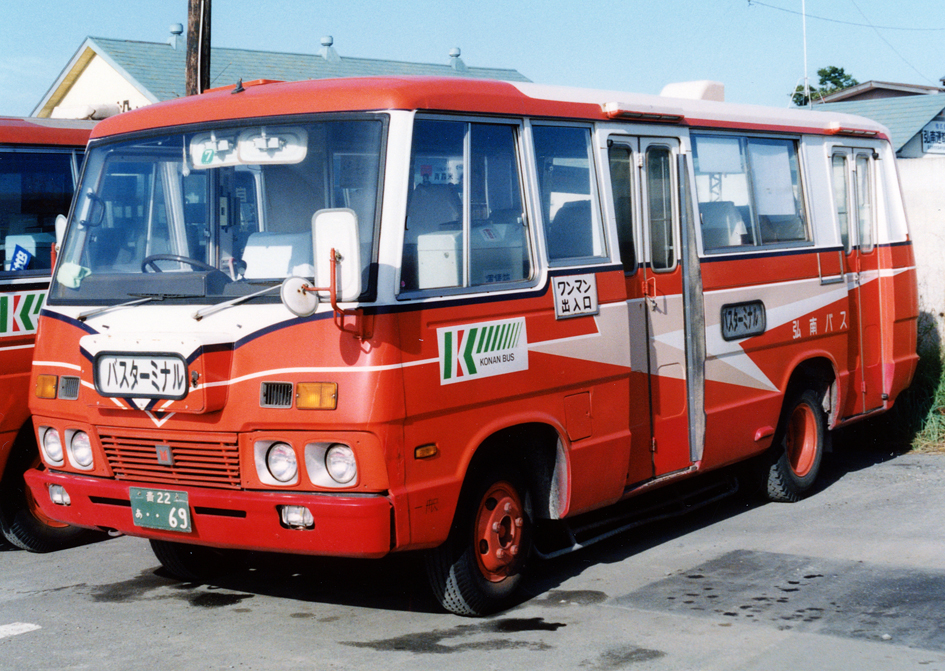
새한 BL064의 원형인 우핸들 사양의 이스즈 저니 M

새한 BL은 1973년 10월에 출시한 새한자동차(한국GM의 전신)의 25인승급 라이트 버스이다. 경쟁 차종은 AM807과 현대 D0710이며, 차종은 BLD24와 BL064가 있다.
그러나 BL064는 1981년 자동차 산업 합리화 조치로 인한 강제 중지 명령에 따라 1981년 후속 없이 단종되었다. 그 후 새한자동차(현 자일대우버스)의 소형 버스 라인업은 31년간 긴 동면에 들어갔다가, 2012년 7월에 출시된 레스타가 그 자리를 대신하고 있다.

## 세부 종류

### BLD24
GMK 시절인 1973년 10월에 출시되었으며, 이스즈 저니 M(BL형) 25인승 버스를 라이센스 생산한 모델이다. 이스즈의 C240(74마력, 2,369cc)엔진을 탑재하였다.

### BL064
BLD24의 마이너 체인지 모델로, 1978년 3월에 출시되었다. 엔진이 이스즈 4BA1(85마력 2,775cc)로 변경되었으며, 1981년에 자동차 산업 합리화 조치로 단종 되었다.

## 같이 보기

### 일반 주제
- 대우 레스타 - BL064의 후속 차종
- 대우 BF - 상급 모델

### 유사 차종
- 기아 콤비
- 현대 코러스
- 현대 카운티
- 토요타 하이에이스 (장축형 한정)
- 현대 쏠라티 (16인승 한정)